# Списак локалних листова у Србији
|  |  |  |  |  |  |  |  |  |  |  |  |  |  |  |  |  |  |  |  |  |  |  |  |  |  |  |  |  |  |

1. Бачкопаланачки недељник
2. Београдске новине
3. Бечејски мозаик
4. Борске новине
5. Борски проблем
6. Борчанске новине
7. Вести
8. Врањске новине
9. Глас
10. Глас Подриња
11. Град (новине)
12. Градске новине
13. Зрењанин (новине)
14. Ибарске новости
15. Јужне вести
16. Кикиндске новине
17. Књажевачке новине
18. Ковин Експрес
19. Колектив
20. Кулска комуна
21. Лозничке новости
22. M новине
23. Мој Ковин
24. Морава прес
25. Народне новине
26. Наше новине
27. Недељне новине крагујевачке
28. Нишки весник
29. Нова слободна реч
30. Нова Наша Реч
31. Нове кикиндске новине
32. Нове књажевачке новине
33. Нови пут
34. Новине Врањске
35. Новокнежевачке новине
36. НС Репортер
37. Паланачке - Независне варошке новине
38. Оповачке новине
39. Панчевац
40. Панорама
41. Перспектива
42. Пиротске новине
43. Подринске
44. Полимље
45. Породични круг - Csaladi Kor
46. Ревија Колубара
47. Реч народа
48. Светлост
49. Слобода
50. Сомборске новине
51. Сремске новине
52. Српски венац
53. Студнел
54. Суботичке новине
55. Таковске новине
56. Тибискус
57. Тимочки борац
58. Топличке новине
59. Ужичка недеља
60. Чачански глас
61. Чачанске новине
62. Шумадијапресс